# Cristilabrum kessneri
Cristilabrum kessneri är en snäckart som beskrevs av Alan Solem 1989. Cristilabrum kessneri ingår i släktet Cristilabrum och familjen Camaenidae. Inga underarter finns listade i Catalogue of Life.